# Branice (district de Písek)
Pour les articles homonymes, voir Branice (homonymie).
Branice (en allemand : Branitz) est une commune du district de Písek, dans la région de Bohême-du-Sud, en République tchèque. Sa population s'élevait à 295 habitants en 2020.

## Géographie
Branice se trouve à 18 km au nord-est de Písek, à 49 km au nord-ouest de Ceské Budejovice et à 76 km au sud de Prague.
La commune est limitée par Milevsko au nord, par Okrouhlá et Křižanov à l'est, par Veselíčko et Stehlovice au sud, et par Květov à l'ouest.

## Histoire
La première mention écrite du village date de la 1488.

## Galerie

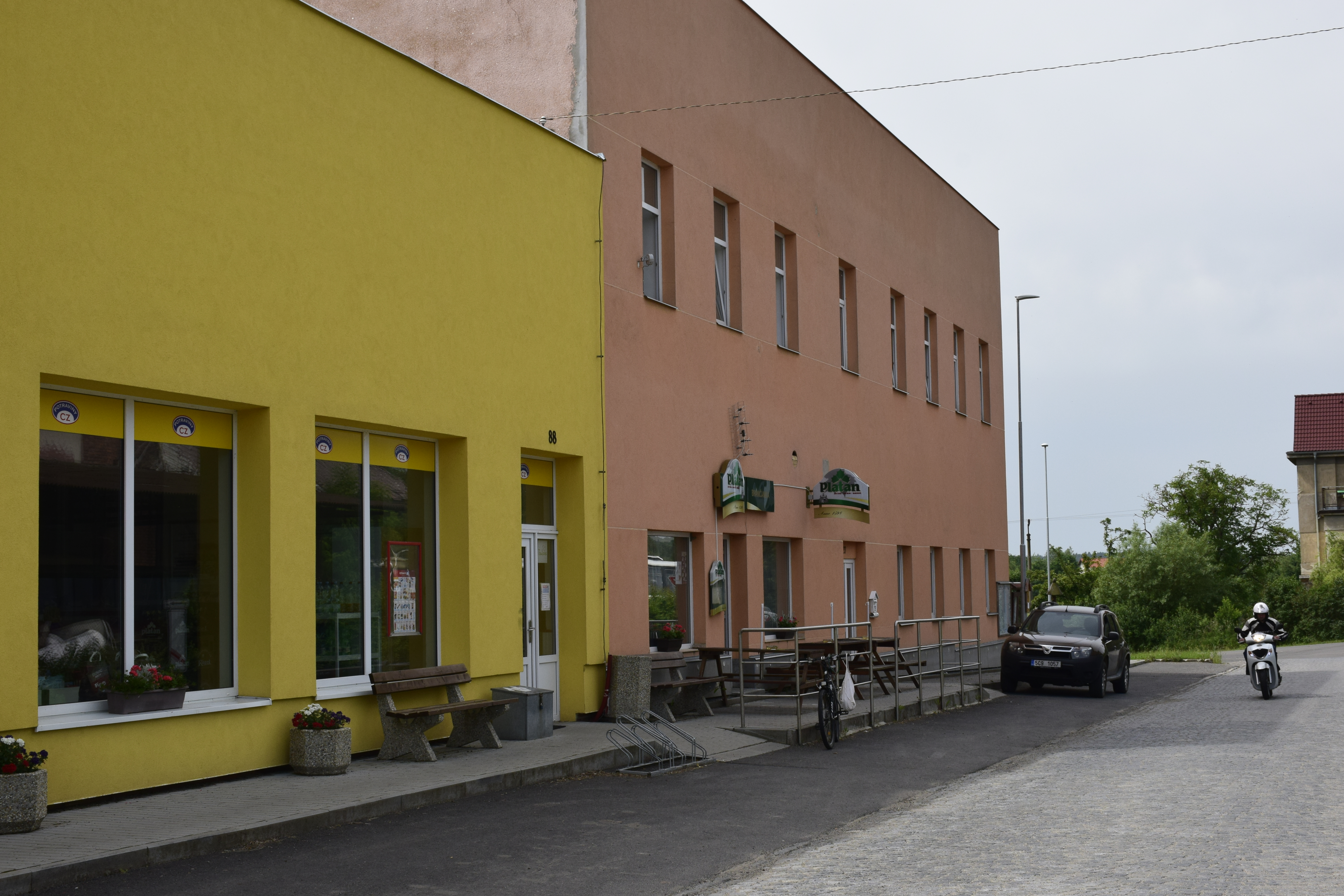
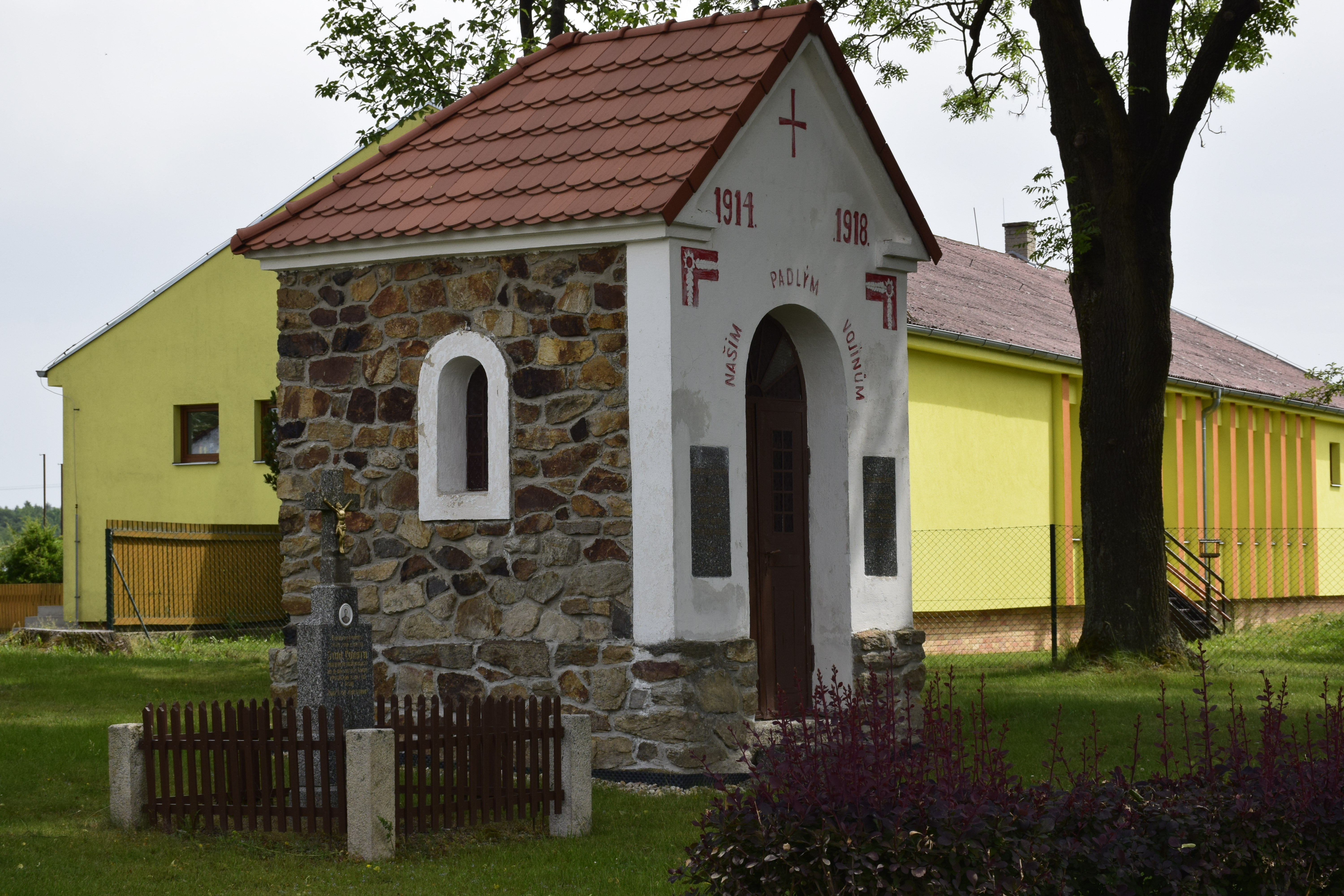
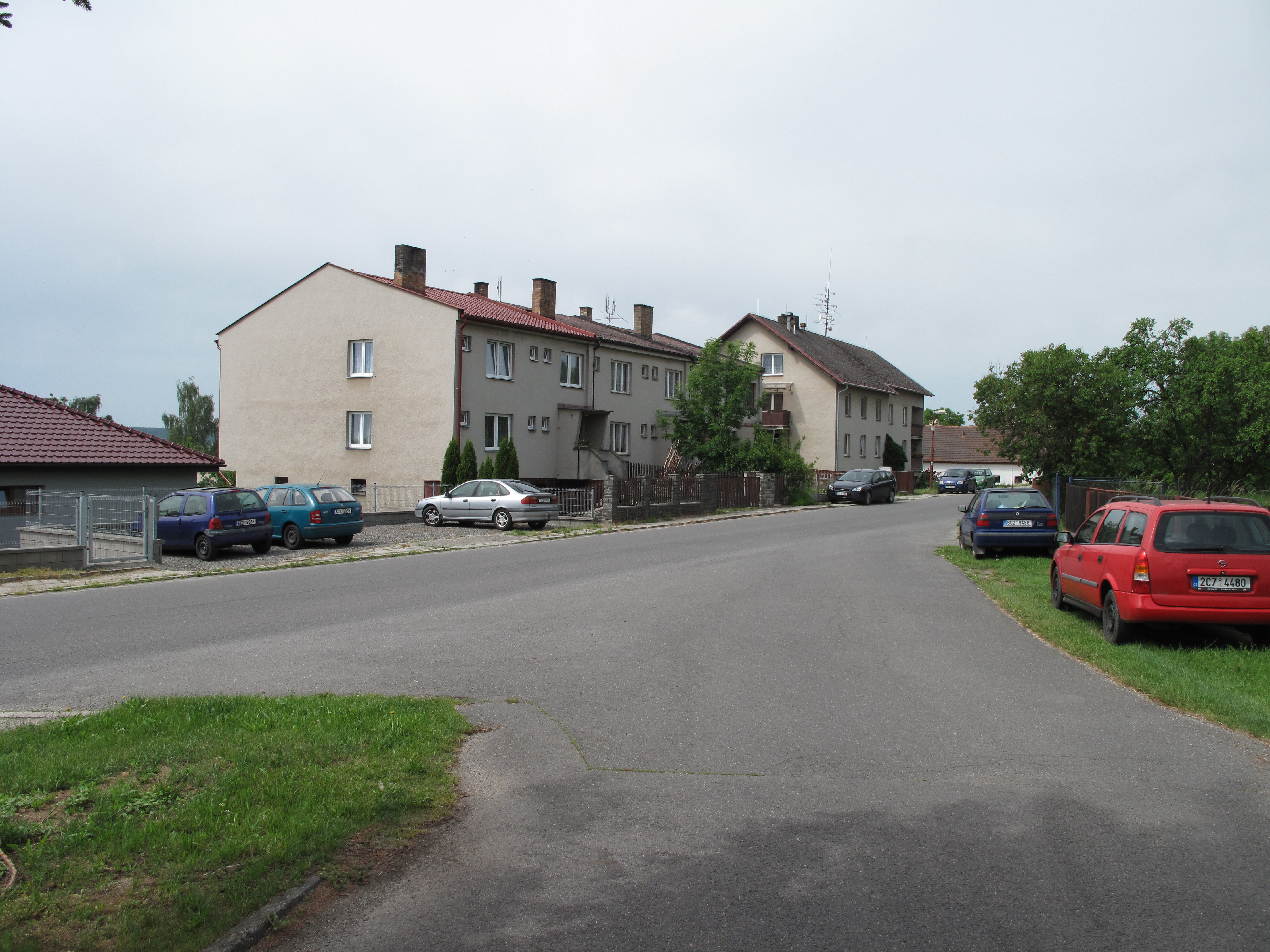
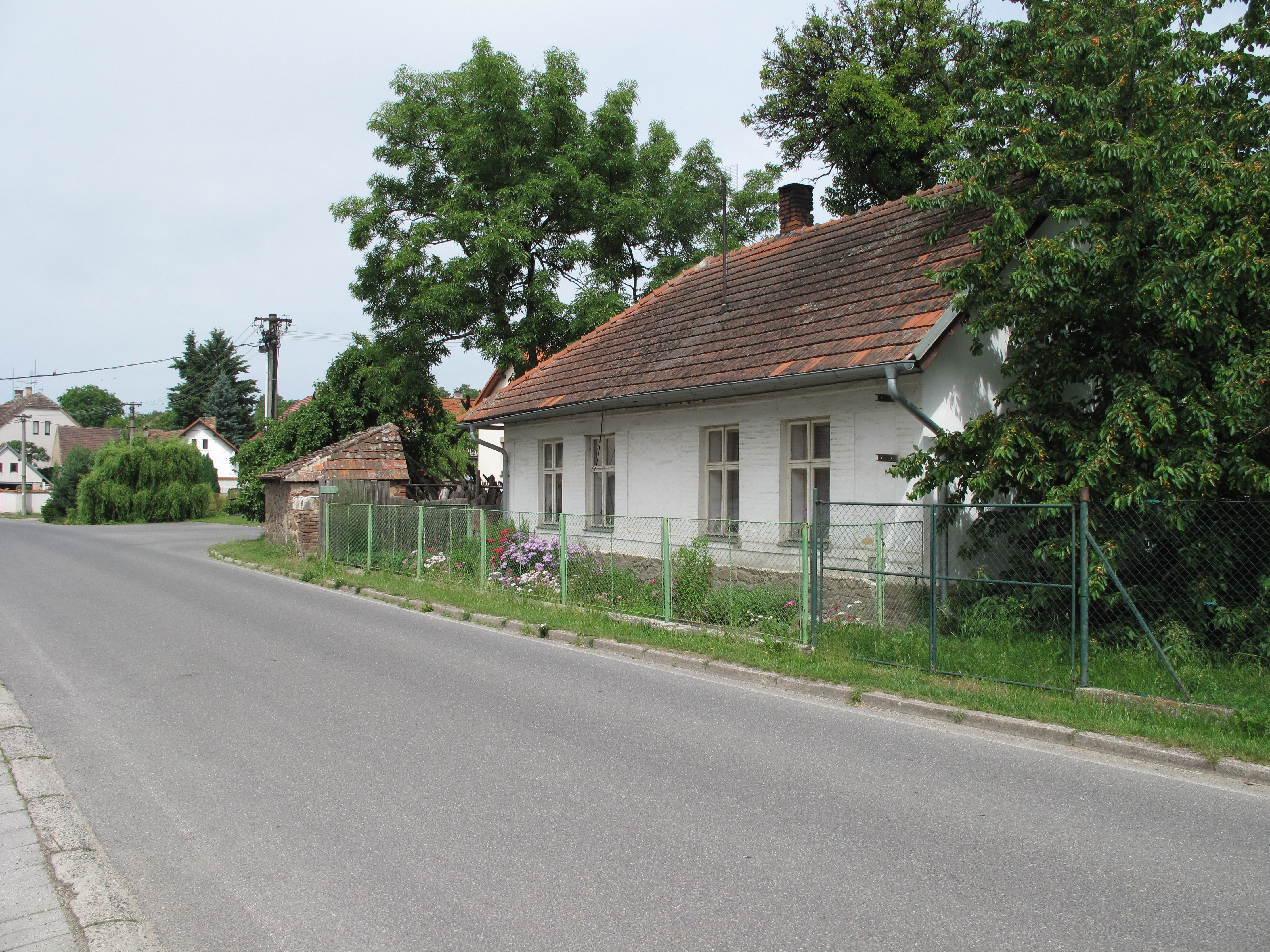

## Transports
Par la route, Branice se trouve à 7 km de Milevsko, à 22 km de Písek, à 57 km de Ceské Budejovice et à 106 km de Prague.